# Vladimir Sjatalov
Vladimir Aleksandrovitj Sjatalov (Russisk: Владимир Александрович Шаталов; født 8. december 1927 i Petropavl, død 15. juni 2021) var en sovjetisk kosmonaut, der fløj tre sojuzmissioner af Sojuz-programmet i rummet: Sojuz 4, Sojuz 8 og Sojuz 10. 
Fra 1971 til 1987 var han ansat som leder af kosmonauttræning og fra 1987 til 1991 var han chef for kosmonauttræningskomplekset.